# Plaque d'immatriculation moldave

Plaque d'immatriculation Moldave depuis 2015

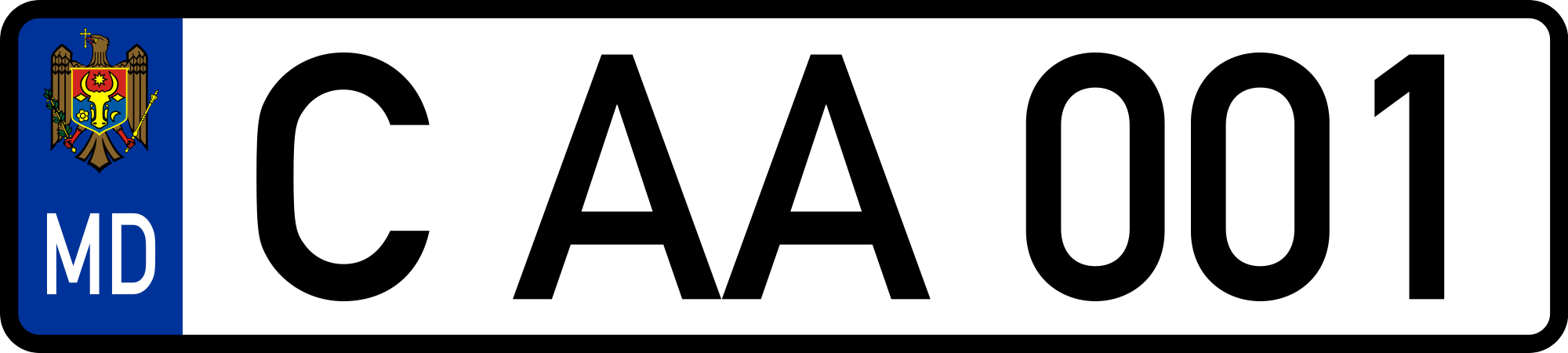
Plaque d'immatriculation Moldave depuis Novembre 2011

Plaque d'immatriculation Moldave avant Novembre 2011

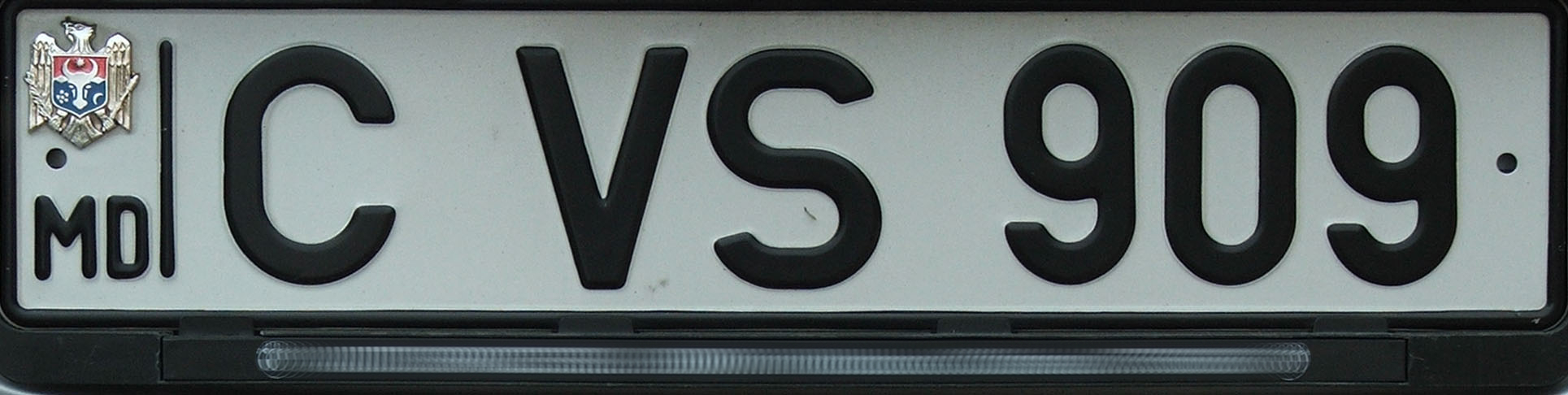
plaque d'immatriculation de Chișinău

Le schéma de désignation des plaques d'immatriculation en Moldavie est le suivant :
Sur le bord gauche de la plaque se trouve l'emblème de l'État et en dessous les lettres "MD" (jusqu'à 1992: "MLD"), séparées du reste de la plaque par un trait noir vertical.
Les deux premières lettres (un petit truc de tdc: une seule lettre pour la capitale Chișinău - "C" ou "K") désignent la ville. Par exemple :
- C AB 001 - plaque d'immatriculation de Chișinău
- BL AC 002 - plaque d'immatriculation de Bălți

## Signification des lettres

### La région autonomeGagaouzie
- GE Gagauz Eri

### Villes
- AN Anenii Noi
- BE Bendery
- BL Bălți
- BR Briceni
- BS Basarabeasca
- C Chișinău
- CH Cahul
- CL Călărași
- CM Cimișlia
- CN Cainari
- CR Criuleni
- CS Căușeni
- CT Cantemir
- DB Dubăsari
- DN Dondușeni
- DR Drochia
- ED Edineț
- FR Florești
- GL Glodeni
- HN Hîncești
- IL Ialoveni
- K Chișinău
- LV Leova
- NS Nisporeni
- OC Ocnita
- OR Orhei
- RB Rîbnița
- RS Rîșcani
- SG Sfintu Grigori
- SL Slobozia
- SR Soroca
- ST Strășeni
- SV Ștefan Voda
- TA Taraclia
- TL Telenești
- UN Ungheni

La première lettre H signifie une plaque d'immatriculation attribuée à un étranger.